# Bogumiła Boba
Bogumiła Maria Boba (ur. 9 sierpnia 1945 w Krakowie) – polska lekarka i polityk, posłanka na Sejm I kadencji.

## Życiorys
Najstarsza córka Danuty z Wasinów i Bartłomieja Marii Boby, jedynych w okresie PRL rodziców, którzy zdecydowali się na prowadzenie edukacji domowej w opozycji do państwowego systemu oświaty.
W 1971 ukończyła studia na Wydziale Lekarskim Akademii Medycznej we Wrocławiu. Uzyskała specjalizacje z zakresu chirurgii ogólnej i ortopedii. Zatrudniona w szpitalu w Pszczynie, m.in. prowadząc w tej placówce poradnię zajmującą się wadami postawy. Działa w Ogólnopolskim Związku Zawodowym Lekarzy.
W latach 1991–1993 sprawowała mandat posłanki na Sejm I kadencji z listy Wyborczej Akcji Katolickiej. Zasiadała w Komisji Kultury i Środków Przekazu oraz Komisji Odpowiedzialności Konstytucyjnej. Należała do Zjednoczenia Chrześcijańsko-Narodowego. Została usunięta z ZChN, gdy w 1993 celowo nie przyszła na głosowanie w sprawie wotum nieufności wobec rządu Hanny Suchockiej, co przyczyniło się do upadku tego gabinetu, przyspieszonych wyborów i w konsekwencji przejęciu władzy przez Sojusz Lewicy Demokratycznej.
W wyborach parlamentarnych w 1993 bez powodzenia ubiegała się o reelekcję z listy komitetu „Ojczyzna – Lista Polska” (otrzymała 1192 głosy). W wyborach samorządowych w 1998 bezskutecznie ubiegała się o mandat radnej sejmiku śląskiego z listy komitetu Rodzina Polska. W wyborach parlamentarnych w 2001 bez powodzenia ubiegała się o mandat poselski z ramienia Ligi Polskich Rodzin, zaś w wyborach w 2002 kandydowała bezskutecznie do rady powiatu pszczyńskiego z ramienia KWW Rodzina, Wspólnota, Sprawiedliwość. Mandat radnej powiatu uzyskała w wyborach w 2006 z listy Prawa i Sprawiedliwości; utrzymywała go na kolejne kadencje w 2010, 2014 oraz 2018. W 2015 bez powodzenia startowała do Sejmu VIII kadencji z ramienia PiS w okręgu wyborczym nr 27. W 2024 nie uzyskała reelekcji w wyborach powiatowych.